# 紅鞘草
紅鞘草（学名：Hyparrhenia hirta）为禾本科苞茅屬下的一个种。

## 扩展阅读
- 維基物種上的相關：紅鞘草